# Independiente del Valle
Maillots
Actualités
L'Independiente del Valle, de son vrai nom Club Social y Deportivo Independiente José Terán, est un club omnisport (principalement connu pour sa section football) situé à Sangolquí en Équateur (pays). 
Il évolue en première division équatorienne (Serie A ou LigaPro) depuis la saison 2010.

## Histoire

### Origine
Le club est fondé le 1er mars 1958 par José "Pepe" Terán, concierge de la municipalité de Sangolquí et cordonnier, avec un groupe d'amis composé de menuisiers, de tailleurs et de cordonniers. Les couleurs et le logo d'origine ont été inspirés par le club argentin d'Independiente, puisque Terán était devenu un fan de ce club en lisant le journal El Gráfico. 
Terán était le premier président du club, mais aussi un de ses joueurs et le capitaine de l'équipe. Il meurt en 1975 des suites d'une péritonite. C'est en son honneur que le nom du club est changé en 1977 en Independiente José Terán. En 1978, il est promu en deuxième division de la province de Pichincha, ce qui lui permet de devenir professionnel. Le club redescend dans les divisions amateures en 1985, puis remonte en 1995.
Le club est repris par l'homme d'affaires Michel Deller, entre autres propriétaire des franchises KFC en Équateur, en 2006, et obtient l'année suivante sa promotion en Serie B. En 2009, Independiente monte pour la première fois de son histoire en Serie A.

### Installation dans l'élite du football équatorien
Pour sa première rencontre de Serie A, le 6 février 2010, Iindependiente s'impose 1-0 face au Manta FC. Un mois plus tôt (le 15 janvier), l'Independiente Del Valle a l'honneur de participer à la rencontre amicale traditionnelle d'Emelec, l'Explosión Azul. La rencontre se solde par une défaite des Negriazules (es) (2-0).
Le club réussit non seulement à se maintenir, mais parvient également dès 2013 à se qualifier pour la Sudamericana. Entre 2013 et 2021, Independiente ne termine hors du podium que trois fois (2016, 2018 et 2019), et assure chaque saison sa qualification pour les compétitions continentales.
Le 16 juillet 2014, le ministère des Sports a approuvé que le club soit officiellement renommé en Club Especializado de Alto Rendimiento Independiente del Valle.
Le 12 décembre 2021 le club obtient son premier titre national de Serie A aux dépens du club d'Emelec

### Parcours continentaux
Lors de la Copa Libertadores 2016, le club atteint la finale mais s'incline face à l'équipe colombienne de l'Atlético Nacional.
Independiente remporte, en 2019 contre Colón, et en 2022 contre Sao Paulo deux Copa Sudamericana.

## Palmarès

### Compétitions continentales
- Copa Libertadores
  - Finaliste : 2016
- Copa Sudamericana
  - Vainqueur : 2019 et 2022
- Recopa Sudamericana
  - Vainqueur : 2023
- Club Challenge UEFA-CONMEBOL
  - Finaliste : 2023

### Championnats nationaux
- Serie A (D1)
  - Champion : 2021
  - Vice-champion : 2013 et 2014

- Serie B (D2)
  - Champion : 2009

- Troisième Catégorie (D3)
  - Champion : 2007

- Coupe d'Équateur
  - Vainqueur : 2022
  - Finaliste : 2024

- Supercoupe d'Équateur
  - Vainqueur : 2023

### Tournois amicaux
- Coupe ville de Baños
  - Vainqueur : 2009[3]